# Sân bay Mbala
Sân bay Mbala (IATA: MMQ, ICAO: FLBA) là một sân bay ở Mbala, Zambia.